# قرار مجلس الأمن التابع للأمم المتحدة رقم 82
قرار مجلس الأمن التابع للأمم المتحدة رقم 82، تم تبنيه في 25 يونيو 1950. طالب القرار كوريا الشمالية بإنهاء غزوها على الفور لكوريا الجنوبية، الحافز لبداية الحرب الكورية. وقد تم تبني الإجراء بأغلبية 9 أصوات ولم يعارضه أحد وامتناع عضو واحد عن التصويت.
تم تقسيم شبه الجزيرة الكورية بين قوات الاحتلال للولايات المتحدة والاتحاد السوفياتي منذ نهاية الحرب العالمية الثانية على طول خط العرض 38. سعت كل حكومة إلى دعم حكومة على جانبها من حدود الاحتلال، ومع بدء الحرب الباردة، زادت التوترات بين الكوريتين. وتوجت في حرب مفتوحة مع غزو الشمال للجنوب في 25 يونيو. خلال هذا الوقت، دعمت الأمم المتحدة كوريا الجنوبية واعتبرتها الحكومة الشرعية الوحيدة.
وطالب القرار الشمال بوقف غزوه على الفور وإعادة قواته إلى خط العرض 38. ينظر إليه على أنه انتصار دبلوماسي للولايات المتحدة، تم تجاهل القرار تماما من قبل كوريا الشمالية. أدى ذلك بالأمم المتحدة والولايات المتحدة إلى اتخاذ مزيد من الإجراءات، مما وضع الدولة للمشاركة الدولية الضخمة وتوسيع الحرب الكورية.

## خلفية

رئيس الوزراء الكوري الشمالي كيم ايل سونغ

### تقسيم كوريا
في نهاية الحرب العالمية الثانية، تم تقسيم شبه الجزيرة الكورية، التي كانت تحتلها حتى ذلك الحين إمبراطورية اليابان، على طول خط العرض 38. إلى الشمال، احتل الاتحاد السوفييتي البلاد، التي أنشأت نفسها كدولة شيوعية، جمهورية كوريا الشعبية الديمقراطية في عهد كيم ايل سونغ. إلى الجنوب، احتلت الولايات المتحدة البلاد، وأقامت جمهورية كوريا تحت قيادة استبدادية مناهضة للشيوعية، سينغ مان ري. مع تصاعد التوترات بين الولايات المتحدة والاتحاد السوفييتي، ادعت كل حكومة في كوريا أن لها السيادة على البلاد بأكملها.
في 14 نوفمبر 1947، أنشأ قرار الجمعية العامة للأمم المتحدة رقم 112 لجنة مؤقتة لمراقبة الانتخابات الحرة في كوريا. كانت الأمم المتحدة تنوي إعادة توحيد كوريا في ظل حكومة واحدة، ولكن لم تتمكن مفوضية الأمم المتحدة من دخول كوريا الشمالية. بعد مراقبة الانتخابات في كوريا الجنوبية، أعلنت الأمم المتحدة في قرار الجمعية العامة رقم 195 في 12 ديسمبر 1948، أنه سيتم إنشاء الأمة في ظل حكومة واحدة في أقرب وقت ممكن، وانسحاب قوات الاحتلال الأمريكية والسوفياتية هناك.
مع مرور الوقت، أصبحت حكومة كوريا الشمالية أكثر عدوانية، وأصبحت المناوشات بين قوات الشمال والجنوب شائعة. تم تكليف مراقبي الأمم المتحدة العسكريين بمراقبة الوضع ومنع تصعيده. أقر قرار الجمعية العامة للأمم المتحدة رقم 293، الصادر في 21 أكتوبر 1949، بأن حكومة كوريا الجنوبية هي الجهة القانونية فقط. من جانبها، أصدرت كوريا الشمالية ردود فعل تحريضية على الأمم المتحدة نفت شرعية أنشطة الأمم المتحدة في كوريا وقالت إنها ستخرج الأمم المتحدة من البلاد.

### اندلاع الحرب
في ليلة 25 يونيو 1950، شنت عشرة فرق من الجيش الشعبي الكوري الشمالي غزوًا واسع النطاق لجمهورية كوريا. قوة من 89000 رجل انتقلوا في ستة أعمدة، وهاجموا جيش جمهورية كوريا على حين غرة، مما أدى إلى هزيمة. عانى الجيش الكوري الجنوبي الأصغر من نقص كبير في المعدات، ولم يكن مستعدًا للحرب. تغلبت القوات الكورية الشمالية المتفوقة عدديًا على المقاومة المعزولة من 38000 جندي كوري جنوبي على الحدود قبل أن يبدأوا بالتحرك بثبات نحو الجنوب. تراجعت معظم قوات كوريا الجنوبية في وجه الغزو. كان الكوريون الشماليون في طريقهم إلى العاصمة الكورية الجنوبية سول في غضون ساعات، مما اضطر الحكومة وجيشها المحطم إلى التراجع أكثر جنوبًا.
انتشرت أخبار الغزو بسرعة حول العالم عبر السفراء والمراسلين في كوريا. الصحفيين في الولايات المتحدة أبلغوا عن الغزو في غضون خمس ساعات من الهجوم الأولي، و سفير الولايات المتحدة إلى كوريا جون موتشيو أرسل برقية إلى وزارة الخارجية الأمريكية في 21:26 توقيت شرقي يونيو. مع اشتداد حدة القتال، أبلغ وزير الخارجية الأمريكي دين أتشيسون الرئيس الأمريكي هاري إس ترومان (الذي كان يستريح في منزله في إندبندنس، ميسوري في عطلة نهاية الأسبوع)، والأمين العام للأمم المتحدة تريغفي لي بالوضع . كان الهجوم مقلقًا بشكل خاص لترومان، الذي شبهه بالهجوم الياباني على بيرل هاربور، والكذب، الذي تم تذكيره بغزو النرويج خلال الحرب العالمية الثانية. خوفا من أن يؤدي الهجوم إلى اندلاع حرب عالمية ثالثة، قرر ترومان التصرف بأسرع ما يمكن لمنع تصعيد الصراع. التقى موتشيو مع ري، الذي أبلغه أن الجيش الكوري الجنوبي سينفد من الذخيرة في غضون عشرة أيام، ولن يتمكن من كبح الغزو من تلقاء نفسه. وطلب من الأمم المتحدة والولايات المتحدة مساعدة كوريا الجنوبية في الصراع.
عقد لي مجلس الأمن الدولي في جلسته 473 في الساعة 14:00 يوم 25 يونيو في مدينة نيويورك. وقد بدأ الاجتماع بتقرير مفصل من لجنة الأمم المتحدة بشأن كوريا، وشرح الموقف للمندوبين، وأصر على أن تتخذ الأمم المتحدة إجراءات لإعادة السلام في كوريا. وفقًا للجنة الأمم المتحدة المعنية بكوريا، كان الوضع يفترض طابع الحرب الشاملة. ثم قدم الدبلوماسي الأمريكي إرنست أ. جروس تقرير موتشيو عن الوضع.
قدمت الولايات المتحدة قرارا ينص على أن غزو كوريا الشمالية كان خرقا للسلام في انتهاك للفصل السابع من ميثاق الأمم المتحدة. وطلب غروس حضور سفير كوريا الجنوبية لدى الأمم المتحدة، تشانغ مايون، لحضور الاجتماع والذي تم قبوله. المندوب اليوغوسلافي طلب حضور دبلوماسي كوري شمالي أيضًا، لكن هذا الطلب لم يُقبل. لم تكن كوريا الشمالية عضوًا في الأمم المتحدة وليس لها تمثيل في المنظمة. قرأ ميون بيانا معدا يصف فيه الغزو بأنه جريمة ضد الإنسانية، وقال إنه بينما لعبت الأمم المتحدة دورا رئيسيا في تأسيس كوريا الجنوبية، فإن مسؤوليتها هي المساعدة في الدفاع عنها من العدوان. ناقش مجلس الأمن القرار وأدخل تعديلات على صياغته قبل تمريره.

## القرار
إن مجلس الأمن، إذ يشير إلى ما توصلت إليه الجمعية العامة في قرارها 293 (4) المؤرخ 21 تشرين الأول / أكتوبر 1949، من أن حكومة جمهورية كوريا هي حكومة قائمة بشكل قانوني ولها سيطرة فعلية وولاية فعالة على ذلك الجزء من كوريا حيث كانت لجنة الأمم المتحدة المؤقتة في كوريا قادرة على المراقبة والتشاور والتي يقيم فيها الغالبية العظمى من شعب كوريا؛ أن هذه الحكومة تقوم على انتخابات كانت تعبيراً صحيحاً عن الإرادة الحرة للناخبين في ذلك الجزء من كوريا والتي تمت مراقبتها من قبل اللجنة المؤقتة، وأن هذه هي الحكومة الوحيدة في كوريا، وإدراكا منها للقلق الذي أعربت عنه الجمعية العامة في قراريها 195 (3) المؤرخ 12 كانون الأول / ديسمبر 1948 و293 (4) المؤرخ 21 تشرين الأول / أكتوبر 1949 بشأن العواقب التي قد تترتب ما لم تمتنع الدول الأعضاء عن الأفعال المخلة بالنتائج التي تسعى إلى تحقيقها، الأمم المتحدة في تحقيق الاستقلال والوحدة الكوريين؛ وأعراب عن القلق من أن الحالة التي وصفتها لجنة الأمم المتحدة المعنية بكوريا في تقريرها تهدد سلامة ورفاه جمهورية كوريا وشعب كوريا وقد تؤدي إلى نزاع عسكري مفتوح هناك،
وإذ تلاحظ مع بالغ القلق الهجوم المسلح على جمهورية كوريا من قبل قوات من كوريا الشمالية، يقرر أن هذا العمل يشكل خرقا للسلام؛
وأولاً:
- يدعو إلى الوقف الفوري للأعمال العدائية؛
- يدعو السلطات في كوريا الشمالية إلى الانسحاب الفوري لقواتها المسلحة إلى خط العرض الثامن والثلاثين؛

ثانياً
يطلب إلى لجنة الأمم المتحدة المعنية بكوريا:
(أ) إبلاغ توصياتها المدروسة بالكامل بشأن الحالة بأقل تأخير ممكن؛
(ب) مراقبة انسحاب القوات الكورية الشمالية إلى خط العرض 38؛
(ج) إبقاء مجلس الأمن على علم بتنفيذ هذا القرار:
ثالثًا
- يدعو جميع الدول الأعضاء إلى تقديم كل مساعدة للأمم المتحدة في تنفيذ هذا القرار. الامتناع عن تقديم المساعدة لسلطات كوريا الشمالية.

صدر القرار بتأييد 9 ولا معارضة. وشملت الدول الداعمة الولايات المتحدة والمملكة المتحدة وجمهورية الصين وفرنسا وكوبا والإكوادور ومصر والنرويج والهند. امتنع أليش بيبلر، مندوب يوغوسلافيا، عن التصويت. وقد قاطع مندوب الاتحاد السوفيتي جميع اجتماعات الأمم المتحدة بسبب الخلافات الإجرائية بشأن مقعد مجلس الأمن الدائم الذي يذهب إلى جمهورية الصين (تايوان) على جمهورية الصين الشعبية في وقت سابق من العام. وكان السفير السوفياتي لدى الأمم المتحدة ياكوف مالك قد أمر شخصيا بعدم حضور اجتماعات مجلس الأمن من قبل رئيس الوزراء السوفيتي جوزيف ستالين. كان لي مؤيدًا قويًا للقرار، حيث رأى أن النزاع يمثل تحديًا لسلطة الأمم المتحدة.

## العواقب
واعتبر القرار انتصارا سياسيا للولايات المتحدة، حيث حدد كوريا الشمالية باعتبارها المعتدية في الصراع. في وقت سابق، وبصرف النظر عن قرار الأمم المتحدة، أمر ترومان هيئة الأركان المشتركة بالاتصال بالجنرال بالجيش الأمريكى دوغلاس ماكارثر، المسؤول عن القوات الأمريكية في الشرق الأقصى. أمر ماك آرثر بإعداد السفن لإجلاء المواطنين الأمريكيين من كوريا، وأذن له بإرسال الذخيرة والإمدادات إلى بوسان لدعم القوات الكورية الجنوبية في منطقة سيول - كيمبو. وسترافقها وحدات عسكرية أمريكية. أصدر تعليمات إلى ماك آرثر بإرسال فريق مسح إلى البلاد لتقييم الوضع وتحديد كيفية مساعدة كوريا الجنوبية. كما أمر ترومان بتعبئة البحرية الأمريكية للتحرك في المنطقة.
اتصل الوفد الأمريكي فيما بعد بالوفد السوفيتي وأرسل رسالة تطلب من الكرملين استخدام نفوذه على كوريا الشمالية لإجباره على الامتثال للقرار، لكن الاتحاد السوفييتي رفض الطلب. مع عدم فاعلية القرار في تهدئة النزاع، اجتمع مجلس الأمن الدولي في 27 يونيو لمناقشة إجراءات أخرى يجب اتخاذها، مما أدى إلى قرار مجلس الأمن رقم 83، الذي أوصى بالتدخل العسكري من قبل الدول الأعضاء الأخرى في الأمم المتحدة لإعادة السلام في كوريا. في غضون أيام، كانت السفن والطائرات من عدة دول، بالإضافة إلى التشكيلات الرئيسية الأولى للقوات الأمريكية، تنتقل إلى كوريا الجنوبية، مما يمهد الطريق لصراع واسع النطاق.
في عمود عام 2010، انتقد كولوم لينش من مجلة فورين بوليسي القرار باعتباره أحد أسوأ عشرة قرارات للأمم المتحدة في التاريخ. بعد أن أنهى الاتحاد السوفييتي مقاطعته للمجلس، استخدم حق النقض لعرقلة أي قرارات أخرى ضد كوريا الشمالية. ورداً على ذلك، قدم أتشيسون إجراءً جديدًا إلى الجمعية العامة للأمم المتحدة للسماح لدولة عضو بتجاوز مجلس الأمن والحصول على موافقة في الجمعية العامة، بما في ذلك التوصيات بشأن استخدام القوة، قرار الجمعية العامة للأمم المتحدة 377. وعندما تم إقرار ذلك، سمح بعقد جلسات استثنائية طارئة مفتوحة للجمعية العامة لمواجهة التهديدات للسلم والأمن الدوليين والتي لم يتمكن مجلس الأمن من تمرير قرار بشأنها. وكتب لينش أن إنشاء هذه القاعدة تسبب في عواقب سلبية غير مقصودة للولايات المتحدة في عام 1997 عندما بدأت عدة دول عربية الدورة الاستثنائية الطارئة العاشرة للجمعية العامة للأمم المتحدة لمعالجة الصراع الإسرائيلي الفلسطيني واحتلال إسرائيل للضفة الغربية وقطاع غزة. هذه الجلسة، التي عُقدت كوسيلة للتغلب على الفيتو الأمريكي، امتدت إلى 30 جلسة على مدى السنوات العشر المقبلة، ولم يتم إغلاقها رسميًا أبدًا.

### اقتباسات
1. 1 2 3 4 5 6 7 8 9 10 11  Appleman 1998
2. 1 2 3  Wellens 1990
3. 1 2 3 4  Edwards 2010
4. 1 2 3 4 5 6 7 8 9 10  Millett 2000
5. 1 2  Alexander 2003
6. ↑  Lynch، Colum (21 مايو 2010)، The 10 worst U.N. Security Council resolutions ever، فورين بوليسي، مؤرشف من الأصل في 2013-11-12، اطلع عليه بتاريخ 2011-10-29